# منطقه والتام فورست لندن
منطقه والتام فورست لندن (به انگلیسی: London Borough of Waltham Forest) یک منطقه در بریتانیا است.
این منطقه ۳۸.۸۲ کیلومتر مربع مساحت و ۲۲۳٬۲۰۰ نفر جمعیت دارد.

## نگارخانه

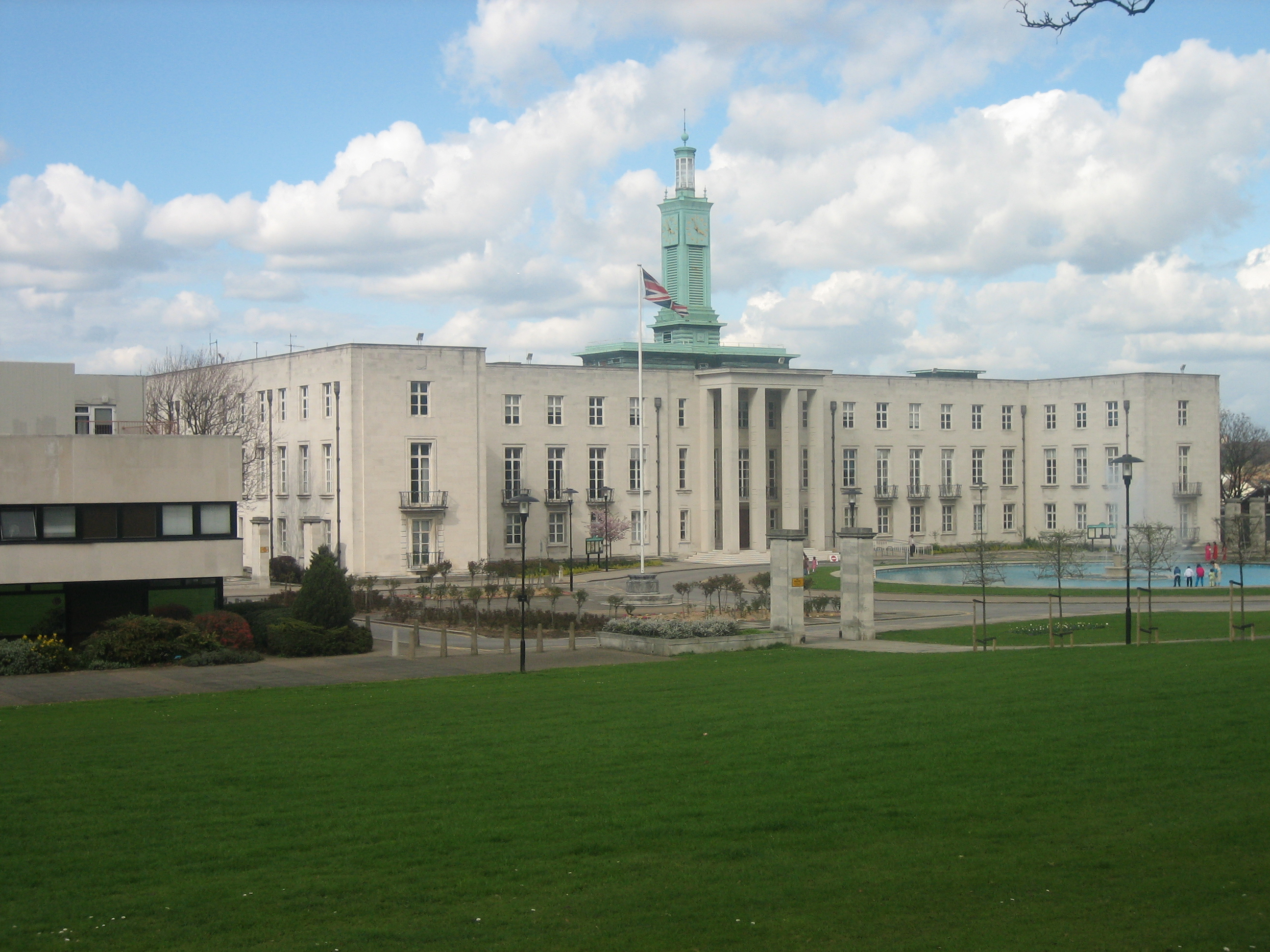
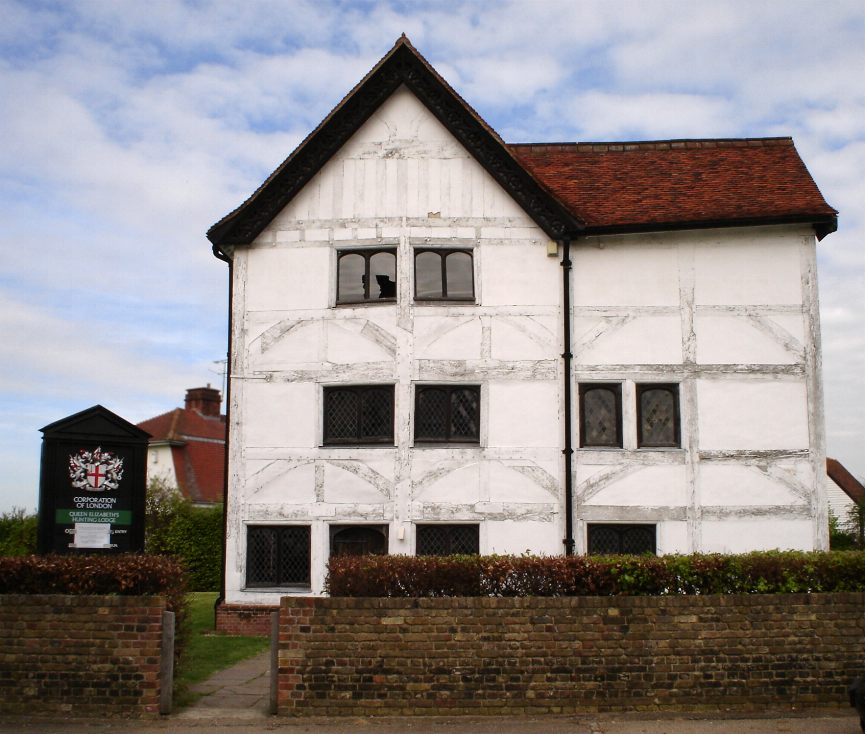
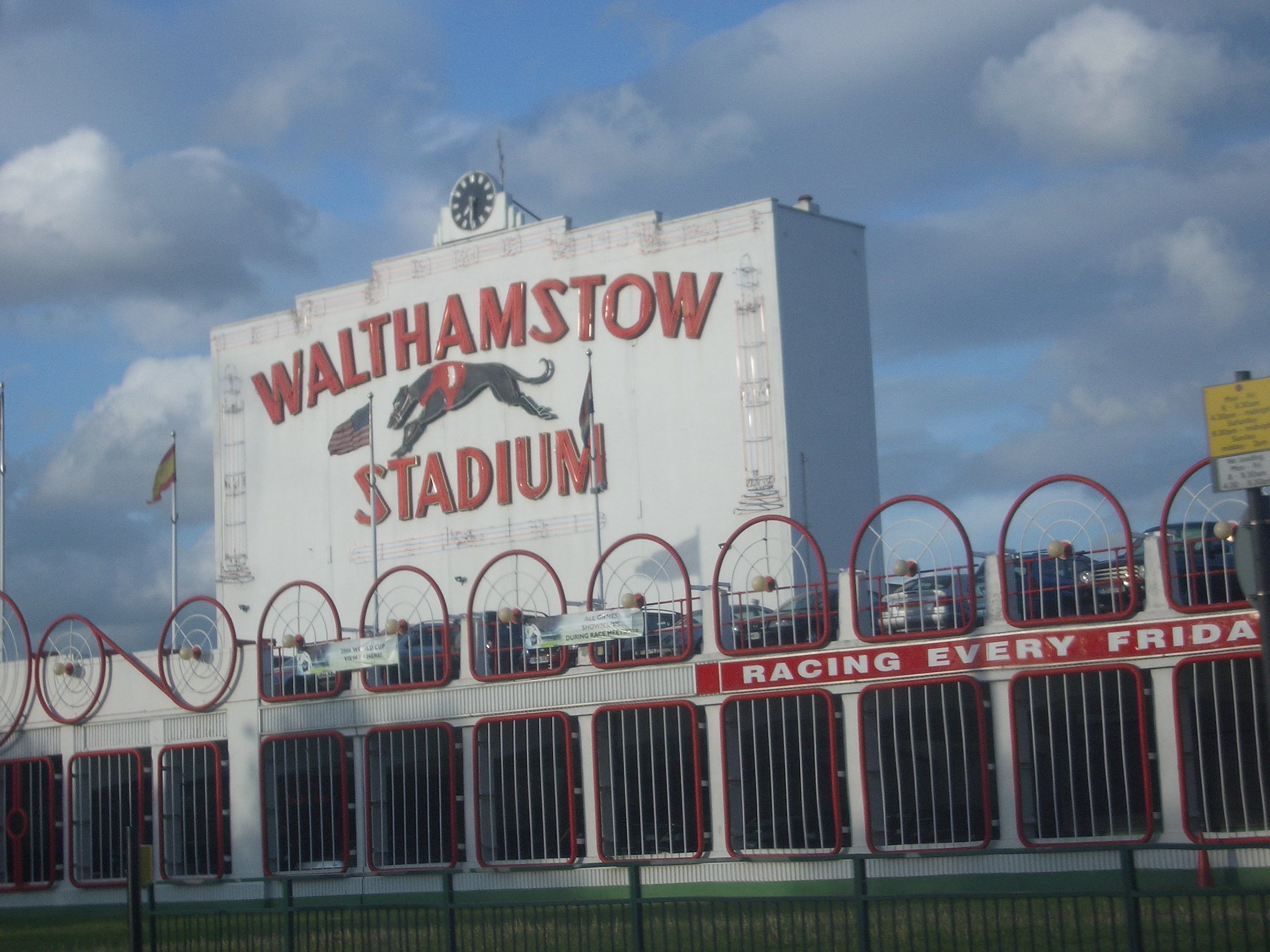
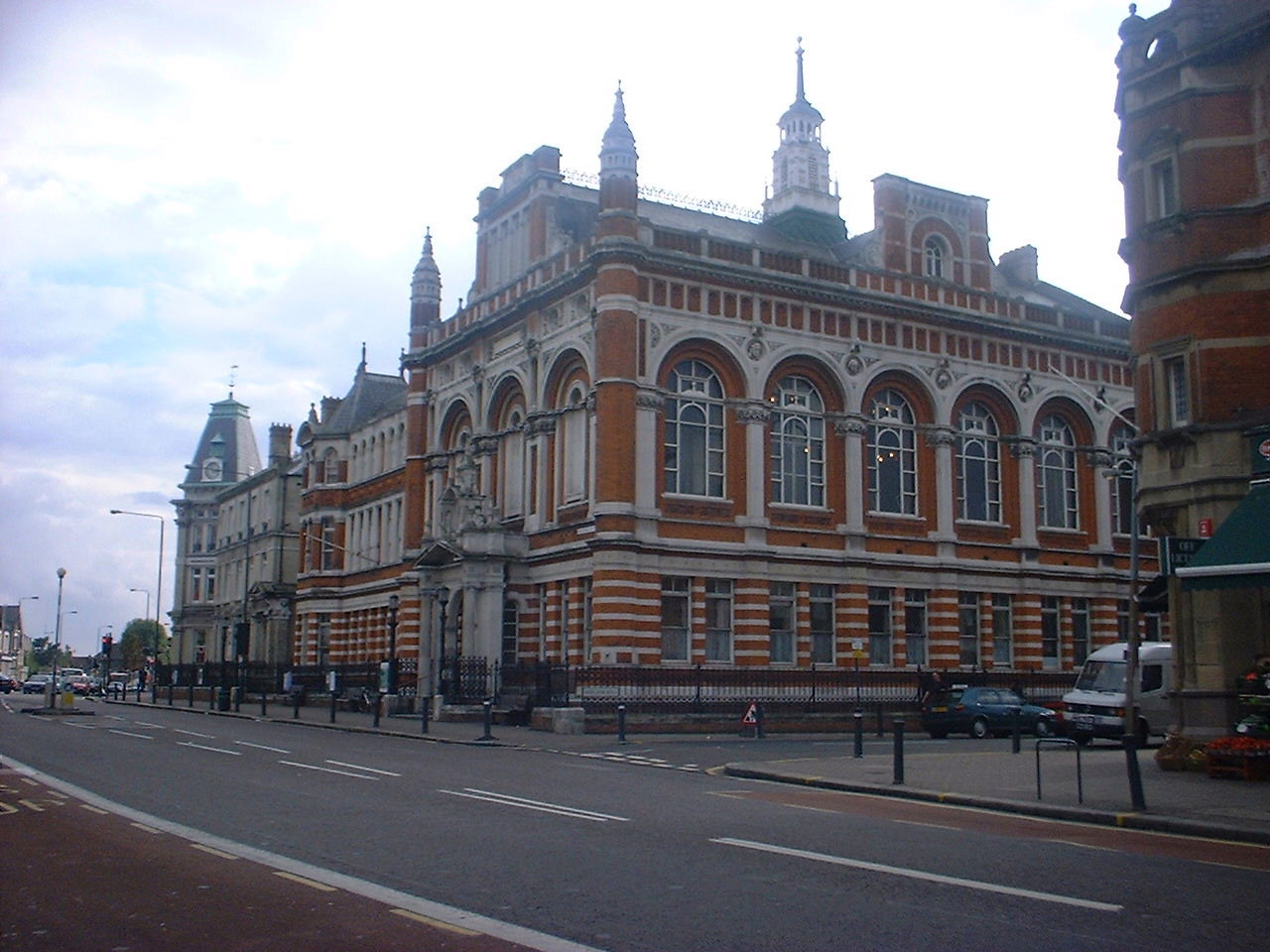
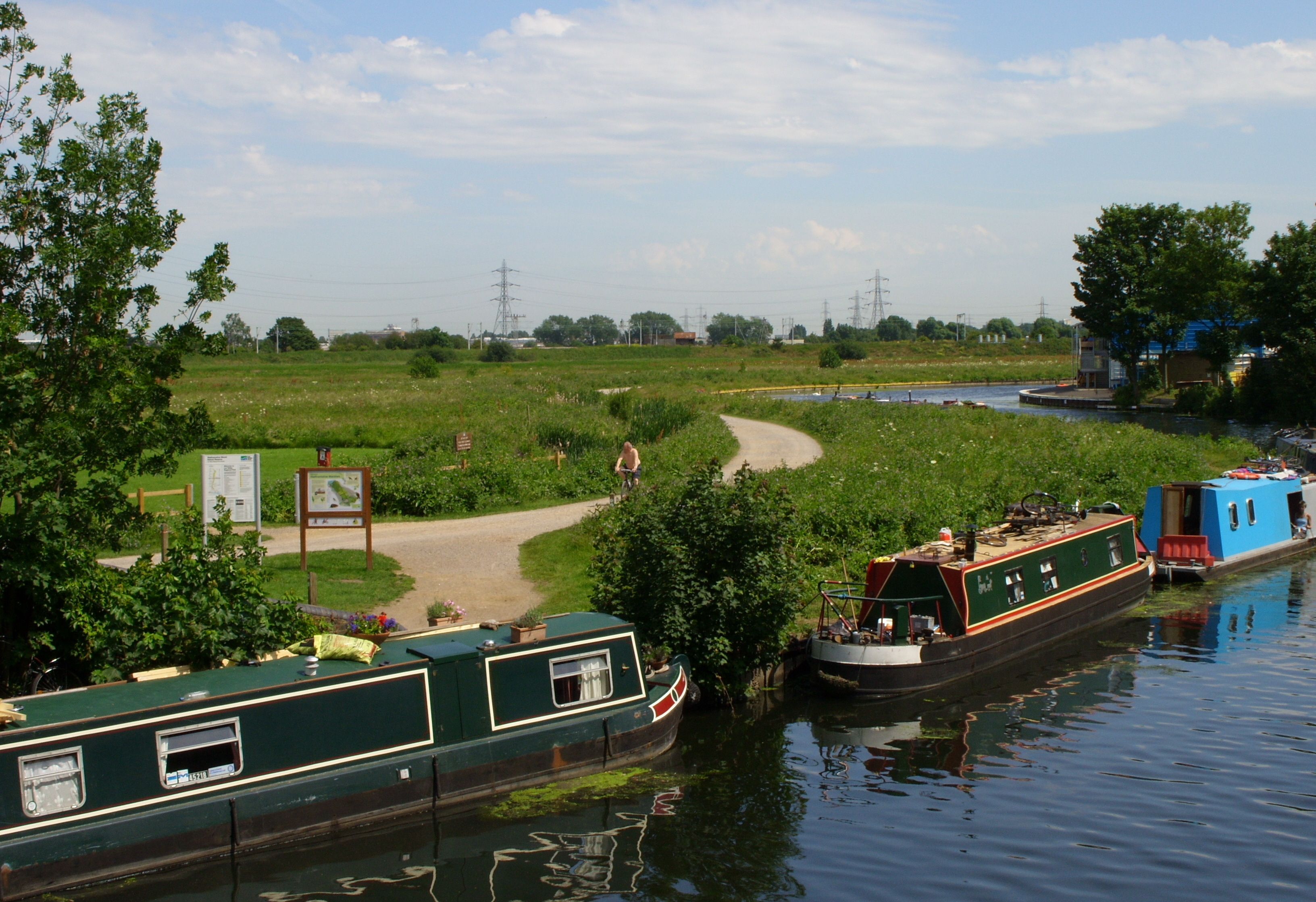
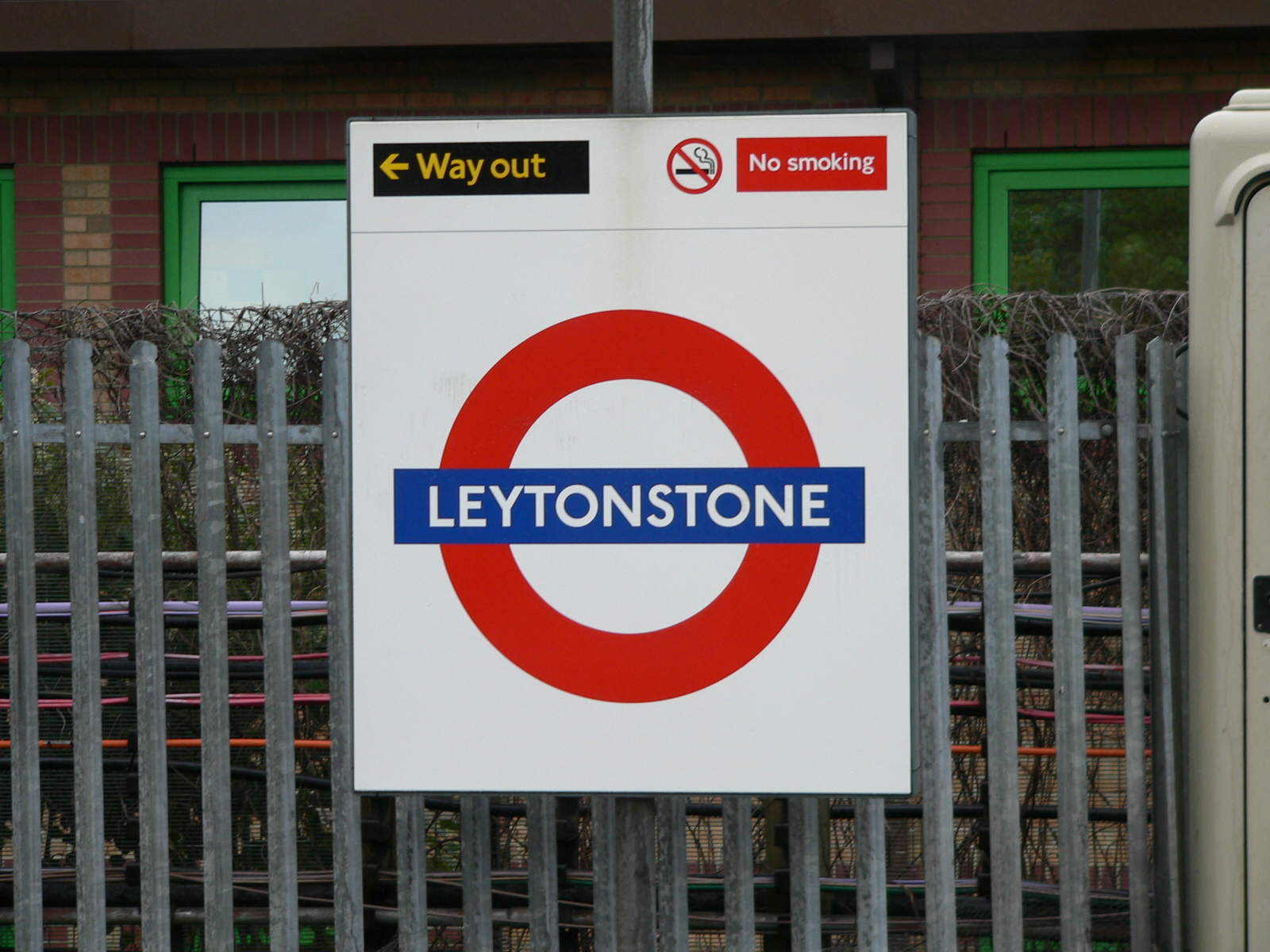
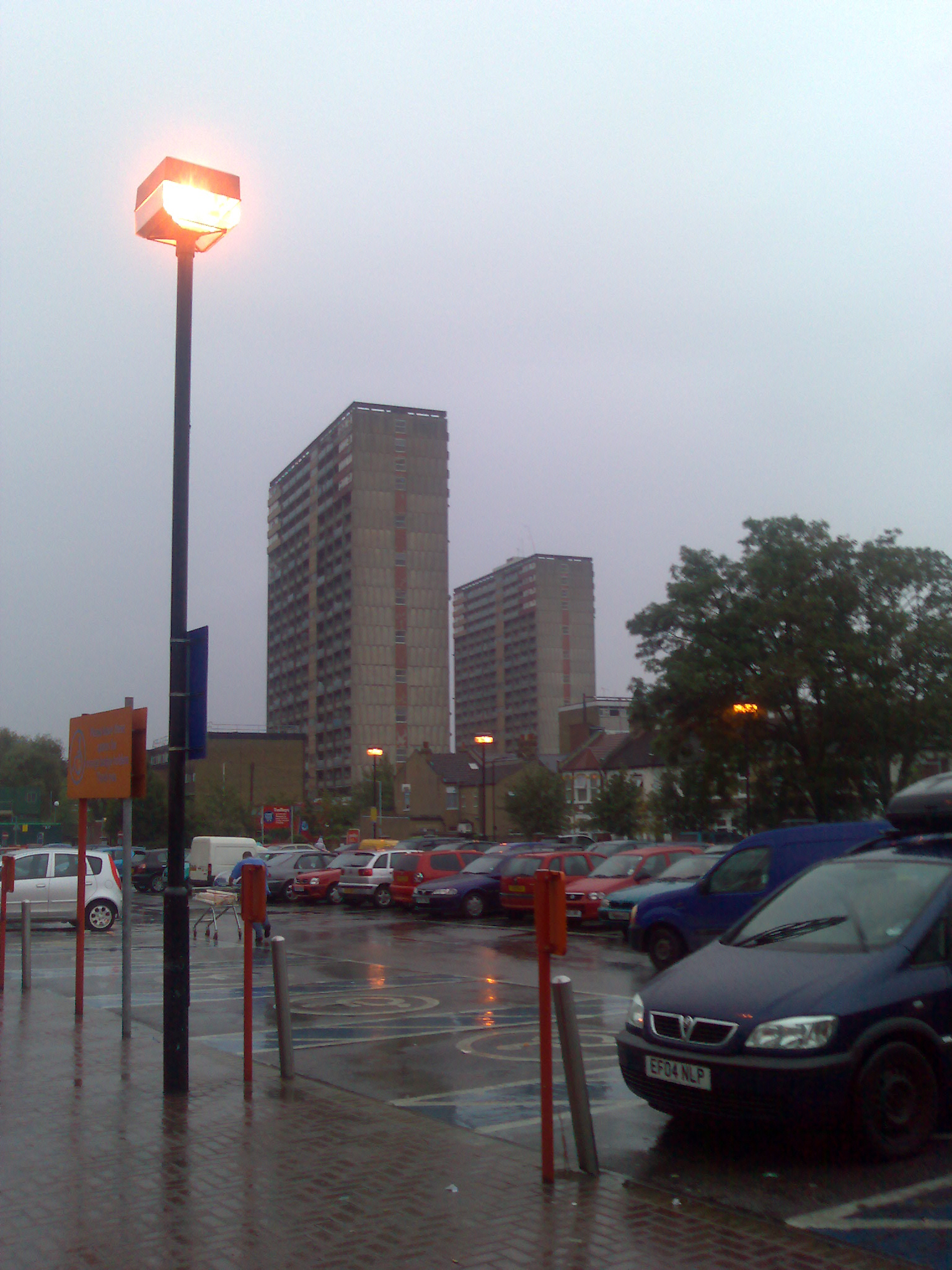